# No One Is Innocent

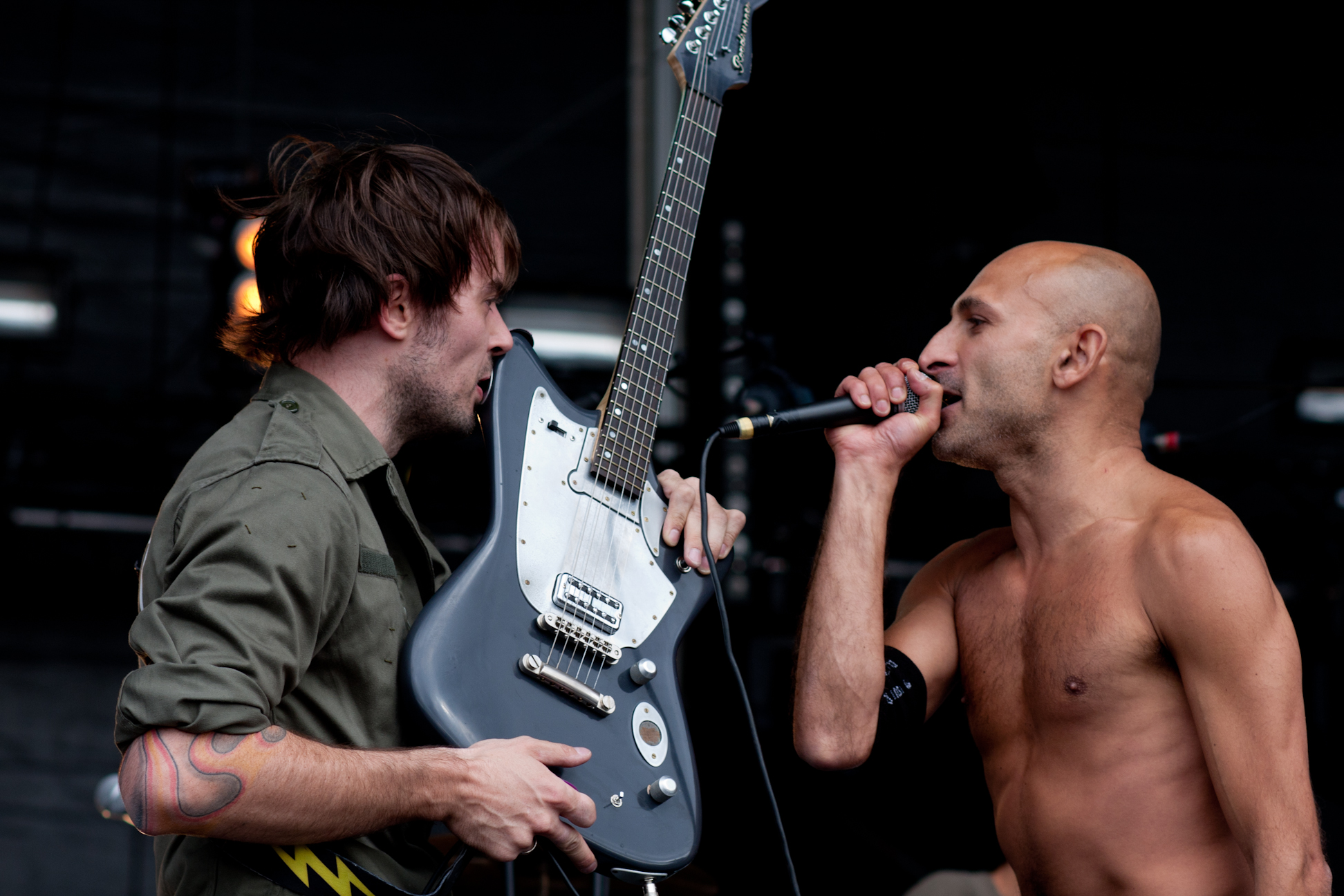
Kemar Gulbenkian und Shanka von No One Is Innocent, 2011

No One Is Innocent ist eine französische Hardrockband um den Sänger Kemar Gulbenkian. 1994 wurden sie bekannt mit ihrem Hit La peau, nach einem Album lösten sie sich aber wieder auf. Gulbenkian gründete 2004 die Band neu, die danach regelmäßig mit ihren Alben in den französischen Charts vertreten war.

## Bandgeschichte
Der Sänger und Songschreiber Marc „Kemar“ Gulbenkian gründete No One Is Innocent 1993 in Paris zusammen mit dem Gitarristen Guy Perrot, dem Bassisten Jérôme Suzat-Plessy und dem Schlagzeuger Thierry Molinier. Im Jahr darauf veröffentlichten sie ihr Debütalbum mit dem Bandnamen als Titel. Das Album selbst schaffte es nicht in die Charts, aber mit dem Song La peau hatten sie einen Hit, der es bis auf Platz 32 der französischen Charts brachte. Noch vor ihrem zweiten Album verließ Perrot die Band und wurde durch David Defour ersetzt. Zweieinhalb Jahre nach dem ersten Erfolg kam das Nachfolgealbum Utopia heraus, das sie in die Top 20 der Charts brachte.
Ein Jahr später begann Gulbenkian mit Manta 1000 ein zweites Projekt und leitete das Ende der Band ein. Die anderen Musiker gründeten die Band Spor, die eigene Veröffentlichungen machte, ohne aber in die Charts zu kommen. Gulbenkian versuchte es noch mit einem zweiten Projekt namens Les David Vincent mit Mitgliedern der Band Complètement und brachte 2002 das Soloalbum Prénom Betty heraus, blieb aber ebenfalls erfolglos.
2004 beschloss er, unter dem Namen No One Is Innocent eine neue Band zusammenzustellen, unter anderem mit François „Shanka“ Maigret als Gitarrist. Die Hardcore- und Hip-Hop-Elemente in der Musik der ersten Formation fielen weg und sie konzentrierten sich auf Hard Rock. Mit ihrem ersten Album Revolution.com konnten sie den alten Erfolg aufgreifen, es hielt sich mehr als ein halbes Jahr in den Charts und erreichte Platz 23. Im französischsprachigen Teil Belgiens kam es ebenfalls in die Top 100.
In Abständen von 3 oder 4 Jahren veröffentlichten sie weitere Studioalben, die es meist in die untere Hälfte der Top 100 der Charts schafften. Die Bandbesetzung änderte sich im Laufe der Jahre immer wieder bis auf Gulbenkian und Maigret, die den Kern der Band bilden. Gulbenkian ist armenischer Abstammung und greift in seinen Liedern immer wieder politische Themen auf, insbesondere den Völkermord an den Armeniern zu Beginn des 20. Jahrhunderts.

## Mitglieder
Besetzung 1993–1998
- Marc „Kemar“ Gulbenkian, Sänger
- David Defour, Gitarrist (ab 1995)
- Jérôme Suzat-Plessy, Bassist
- Thierry Molinier, Schlagzeuger

Besetzung ab 2004
- Marc „Kémar“ Gulbenkian, Sänger
- François „Shanka“ Maigret, Gitarrist
- Popy, Gitarrist (nach 2015)
- Bertrand Dessoliers (nach 2005)
- Gaël Chosson, Schlagzeuger (nach 2010)

ehemalige Mitglieder (Auswahl)
- Guy Perrot, Gitarrist (bis 1994)
- Julien „Djules“ Reymond, Bassist (2004)
- K-Mille, Keyboarder (bis 2005)
- Yann Coste, Schlagzeuger (2004, 2005–2010)
- Greg Jacks, Schlagzeuger (eigentlich Grégory Abitbol, 2005, dann Mitglied von Superbus)

## Diskografie

### Alben
| Jahr | Titel              | Höchstplatzierung, Gesamtwochen, AuszeichnungChartplatzierungen (Jahr, Titel, Platzierungen, Wochen, Auszeichnungen, Anmerkungen) | Höchstplatzierung, Gesamtwochen, AuszeichnungChartplatzierungen (Jahr, Titel, Platzierungen, Wochen, Auszeichnungen, Anmerkungen) | Anmerkungen                              |
| Jahr | Titel              | FR | BEW | Anmerkungen                              |
| ---- | ------------------ | --- | --- | ---------------------------------------- |
| 1994 | No One Is Innocent | FR— PlatinFR | — |                                          |
| 1997 | Utopia             | FR17 Gold · (5 Wo.)FR | — |                                          |
| 2004 | Revolution.com     | FR23 Gold · (32 Wo.)FR | BEW97 (2 Wo.)BEW |                                          |
| 2005 | Suerte             | FR91 (2 Wo.)FR | — | Livealbum                                |
| 2007 | Gazoline           | FR55 (11 Wo.)FR | — | Erstveröffentlichung: 26. März 2007      |
| 2011 | Drugstore          | FR113 (1 Wo.)FR | — | Erstveröffentlichung: 4. Februar 2011    |
| 2015 | Propaganda         | FR49 (3 Wo.)FR | — |                                          |
| 2016 | Barricades         | FR98 (1 Wo.)FR | — | Livealbum                                |
| 2018 | Frankenstein       | FR62 (2 Wo.)FR | BEW151 (1 Wo.)BEW |                                          |
| 2021 | Ennemis            | FR74 (1 Wo.)FR | — |                                          |
| 2024 | Colères            | FR165 (1 Wo.)FR | — | Erstveröffentlichung: 27. September 2024 |

grau schraffiert: keine Chartdaten aus diesem Jahr verfügbar

### Lieder
| Jahr | Titel Album | Höchstplatzierung, Gesamtwochen, AuszeichnungChartplatzierungen (Jahr, Titel, Album, Platzierungen, Wochen, Auszeichnungen, Anmerkungen) | Höchstplatzierung, Gesamtwochen, AuszeichnungChartplatzierungen (Jahr, Titel, Album, Platzierungen, Wochen, Auszeichnungen, Anmerkungen) | Anmerkungen |
| Jahr | Titel Album | FR | BEW | Anmerkungen |
| ---- | ----------- | --- | --- | ----------- |
| 1994 | La peau –   | FR32 (11 Wo.)FR | — |             |

grau schraffiert: keine Chartdaten aus diesem Jahr verfügbar
Weitere Lieder
- No One Is Innocent (1993)
- Epargne-moi (1994)
- Antipolitique (1995)
- Black Garden (1997)
- Nomenklatura (1997)

- Revolution.com (2004)
- La peur (2007)
- Gazoline (2007)
- La marine (2019)
- Forces du désordre (2021)